# Manette blu
Manette blu è un brano pop rock del 1982 di Marta Lami (inciso con la pseudonimo Maeva) prodotto da Cristiano Malgioglio per l'etichetta Durium.
Prima di Maeva è stata incisa, sempre su produzione di Cristiano Malgioglio, dalla cantante Oona su 45 giri (sempre nel 1982) su etichetta Strong Record; in questa versione il testo è in parte in inglese e nel ritornello in italiano. Sul Lato B del disco troviamo lo strumentale Galaxi di Michele De Blasi.

## Il brano
Si tratta della cover italiana del brano di Janic Prévost J'veux de la Tendresse, composto da Jean-Paul Dreau, adattato anche in inglese da Elton John col titolo Nobody Wins. 

## Tracce
1. Manette Blu (Nobody Wins) – 3:44
2. Amore Straniero (O Surdo) – 3:22

## IlcasoPamela Prati
Nel 1982 Pamela Prati si esibisce nella sigla del programma Rai Discomare sul ritornello del brano Manette blu nella versione incisa da Oona e dopo questa esibizione viene erroneamente attribuita anche alla Prati una versione di Manette blu ma, come si legge nella sua discografia e interviste, la stessa non ha mai cantato o inciso questo brano.
In quegli anni Pamela ha cantato Manette Blu in un video playback dal vivo, all'interno di una intervista in un programma musicale su una rete Mediaset, in cui dichiarava "la mia voce fa paura", il tutto ambientato su una piccola imbarcazione in riva ad un bellissimo golfo, esibendo il suo topless con il vedo-nonvedo giocato con i suoi lunghi capelli scuri.